# إميل تي كايزر
إميل تي كايزر (بالإنجليزية: Emil T. Kaiser)‏ هو أستاذ جامعي وكيميائي وعالم كيمياء حيوية أمريكي، ولد في 15 فبراير 1938 في بودابست في المجر، وتوفي في 18 يوليو 1988 في بوسطن في الولايات المتحدة.